# Sosnovka (Saràtov)
|  | Per a altres significats, vegeu «Sosnovka». |

Sosnovka (en rus: Сосновка) és un poble de l'óblast de Saràtov, a Rússia, segons el cens del 2010 tenia 735 habitants. Pertany al districte municipal de Saràtov.